# Шафранов, Константин Витальевич
Константи́н Вита́льевич Шафра́нов (11 сентября 1968, Усть-Каменогорск, Казахская ССР, СССР) — советский и казахстанский хоккеист, нападающий. Первый казахстанский игрок в Национальной хоккейной лиге.

## Биография
Воспитанник усть-каменогорского хоккея, тренер Владимир Гольц.
На драфте НХЛ 1996 года был выбран в 9-м раунде под общим 229-м номером командой Сент-Луис Блюз.
Свои первые матчи за усть-каменогорское Торпедо" провел ещё в сезоне 1985/1986, а к началу 90-х стал одним из лидеров команды, играя в звене с Андреем Райским и Борисом Фуксом. В 1994 году вместе с четырьмя одноклубниками перешёл в «магнитогорский Металлург» но вскоре уехал за океан, в лигу ИХЛ. Там Шафранов получил приз лучшему новичку сезона и в 1996 году был задрафтован командой НХЛ «Сент-Луис Блюз». В пяти матчах в НХЛ за «Сент-Луис» он забросил две шайбы и сделал одну результативную передачу, тем не менее это не убедило тренера Майка Кинэна оставить казахстанского нападающего в команде. В следующем сезоне Шафранов вернулся в команду ИХЛ «Форт-Уэйн Кометс» а также принял участие в Олимпиаде в Нагано, где стал лучшим снайпером команды. На счету Шафранова четыре шайбы, в том числе заброшенная в ворота Патрика Руа в четвертьфинальном матче с Канадой.
Игровая карьера Константина Шафранова продолжалась до 2010 года и вместила в себя выступления за многие клубы России и Северной Америки. В 2006 году Шафранов во второй раз в карьере принял участие в Олимпийских играх.
В 2010 году в возрасте 41 года сыграл за сборную Казахстана на чемпионате мира в Германии и, несмотря на возраст, стал одним из лучших в команде и дважды был признан лучшим игроком матча.
После окончания карьеры хоккеиста постоянно проживает в США.
21 мая 2020 года вошёл в тренерский штаб хоккейного клуба «Авангард»; покинул команду летом 2021 года.

## Достижения
- Серебряный призёр Зимней Универсиады 1991 г.
- Лучший хоккеист Казахстана 1993 года.
- Чемпион Казахстана 1993, 1994 гг.
- Бронзовый призёр чемпионата России 1995 г.
- Обладатель Золотого шлема 1995 (в конференции «Восток»).
- В 1995 году вместе с партнерами по звену братьями Александром и Евгением Корешковыми получил приз Три бомбардира.
- Обладатель Gary F. Longman Memorial Trophy как лучший новичок IHL сезона 1995/1996.
- Четвертьфиналист зимних Олимпийских игр 1998 г.
- Чемпион России 1999 г.
- Чемпион Евролиги 1999 г.
- Участник зимних Олимпийских игр 2006 г. (9 место)
- Обладатель Кубка Тёрнера 2008, 2009, 2010